# ماسح السماء كاتالينا

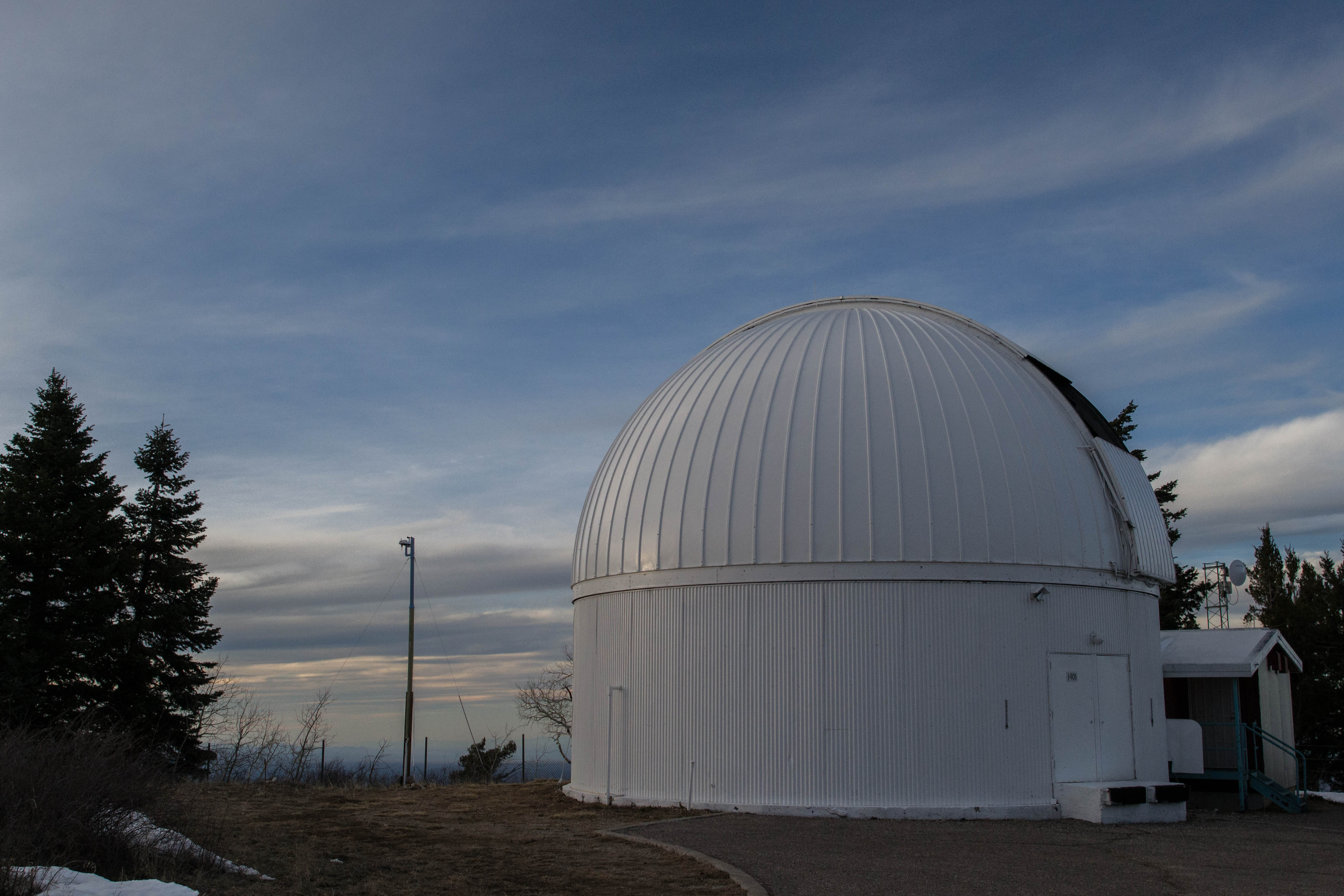
مرصد كاتالينا بجامعة أريزونا

ماسح السماء كاتالينا أو (CSS) , هو مشروع لاكتشاف الكويكبات والمذنبات , وكذلك لاكتشاف الأجرام القريبة من الأرض , وبشكل خاصة تلك الأجرام كامنة المخاطر التي قد تتخذ مساراً اصطدامياً مع الأرض.

## المهمة
مشروع رصد الأجرام القريبة من الأرض كان نتيجة أوامر كونغريسية لناسا في عام 1998 تأمرها برصد وتحديد الأجرام التي تبلغ كيلومتر واحد فأكثر بنسبة 90% أو أكثر، وقد ساهم كاتالينا بهذا المشروع الكونغرسي بشكل فعال.
ماسح السماء كاتالينا يقبع في جبال كاتالينا في توسون بولاية أريزونا في الولايات المتحدة.

## التقنيات
المشروع مزود بمقرابان أحدهما ذو مرآة رئيسة تبلغ 1.5 متر قابع في قمة جبل ليمون , والآخر مزود بمرآة من نوع مقراب شميدت ذات 68سم , وكذلك تم استخدام مقرآب آخر أسترالي، وقد كانت جميع المقاريب متوائمة، وقد تم استخدام آلات تصوير مبردة حرارياً ونظام برمجي من إعداد فريق المشروع، آلات التصوير تبرد حتى 100 درجة تحت الصفر لكي يكون التيار المظلم حوالي الكترون واحد بالساعة، وقد كانت آلات التصوير ذات الـ4096X4096 بكسل تعطي مجال رؤية يبلغ درجة واحدة مربعة للمقراب صاحب الـ1.5متر وقرابة 9 درجات مربعة لآخر بنظام مقراب شميدت.
متوسط التعريض كان ثلاثين ثانية وقد كان صاحب الـ1.5 يستطيع رصد الأجرام ذات الخفوت 21.5 في ذلك الوقت.
كان الماسح يعمل تقريباً كل ليلة على مدار السنة ما عدا الأيام التي يكون فيها القمر قد طغى على نور السماء.

## النتائج

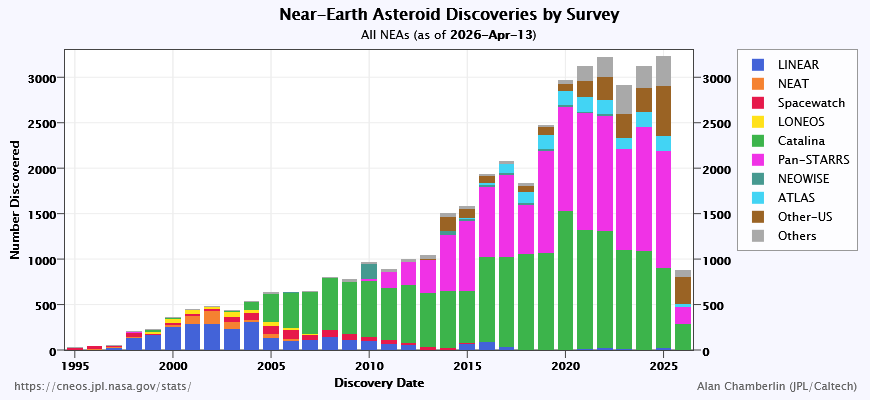
تظهر الصورة مقارنة بأعداد الأجرام القريبة من الأرض التي تم اكتشافها من مختلف المشاريع ويظهر مشروع كاتالينا باللون البنفسجي.

في 2005 أصبح الماسح هو الأكثر «مثالية» من بين جميع المواسح، وذلك بتجاوزه لنكولن بعدد الأجرام التي يتم اكتشافها سنوياً سواء عدد الأجرام القريبة من الأرض أو تلك الأجرام كامنة المخاطر , وقد اكتشف 310 جرماً قريباً من الأرض في 2005 , و396 في 2006 , و 466 في 2007 , و564 في 2008.

## فريق العمل
الفريق بقيادة إيرك كريستنسن من معمل الكواكب والقمر في جامعة أريزونا , والفريق هم:
- إيرك كريستنسن.
- ستيفن لارسون.
- اليكس جيبس.
- البرت جراور.
- ريك هيل.
- ريتشارد كوالسكي.
- جيس جونسون.
- فرانك شيلي

## اقرأ أيضا
- 3554 أمون كويكب
- 4341 بوسيدون كويكب
- 5143 هرقل  كويكب
- 3362 خوفو كويكب
- 5011 بتاح كويكب
- نيسوس 7066 كويكب